# Unió Esportiva Les Bons
El UE Les Bons fue un equipo de fútbol de Andorra que jugó en la Primera División de Andorra, la primera categoría nacional.

## Historia
Fue fundado en el año 1996 en el poblado de Les Bons en Encamp, participó en la Primera División de Andorra en la temporada de 1996/97 donde terminó en décimo lugar entre 12 equipos.
El club desapareció tras finalizar la temporada, en donde jugó 22 partidos con seis victorias, cuatro empates y 12 derrotas; anotó 37 goles y recibió 66.